# Isogéotherme
 (septembre 2023).
Si vous disposez d'ouvrages ou d'articles de référence ou si vous connaissez des sites web de qualité traitant du thème abordé ici, merci de compléter l'article en donnant les références utiles à sa vérifiabilité et en les liant à la section « Notes et références ».
Un isogéotherme est une « ligne » formée par des matériaux de même température. On peut le mesurer en fonction de la température prise à la surface ainsi que de la vitesse des ondes (tomographie sismique).

## Anomalies thermiques, inflexion de l'isogéotherme
- Au niveau des dorsales, on observe des isogéothermes s'infléchissant vers le haut en raison de la remontée de la péridotite asthénosphérique chaude,
- Au niveau des zones de subduction, les isogéothermes s'infléchissent vers le centre de la Terre à cause de la lithosphère océanique froide qui s'enfonce dans l'asthénosphère.